# Misión de redirección de asteroides

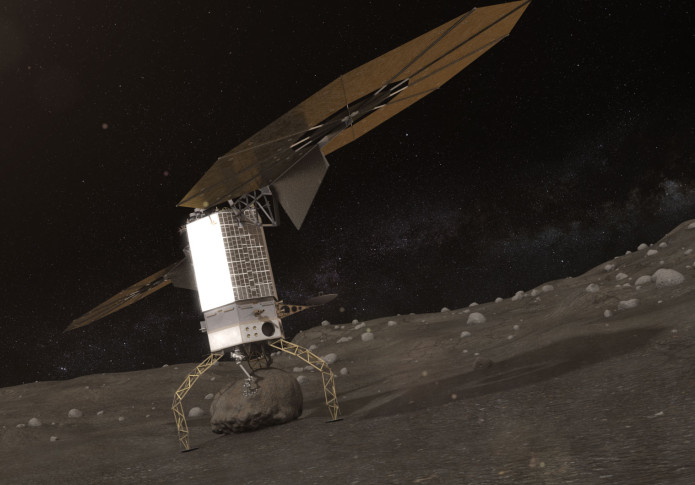
Las pinzas en el extremo de los brazos robóticos se utilizan para agarrar y asegurar una roca de un gran asteroide. Una vez que la roca está asegurada, las patas empujarían y proporcionarían un ascenso inicial sin el uso de propulsores.

La Misión de Redirección de Asteroides (ARM), denominada también como la misión de Recuperación y Utilización de Asteroides (ARU) y la Iniciativa de Asteroides, fue una misión espacial pospuesta por NASA en 2013 y posteriormente cancelada. 
La sonda espacial Misión robótica de recuperación de asteroides (ARRM) viajaría a encontrarse con un gran asteroide cercano a la Tierra y utilizaría sus brazos robóticos con pinzas de anclaje para una muestra de roca de 4 m del asteroide.
La nave espacial caracterizaría al asteroide y demostraría -al menos- una técnica de defensa planetaria, antes de transportar una muestra de rocas a una órbita lunar estable, donde podría ser analizada más a fondo por sondas robóticas y por una futura misión tripulada Misión tripulada de redirección de asteroides (ARCM). Si hubiese sido financiada, la misión habría sido lanzada en diciembre de 2021, con objetivos adicionales de probar una serie de nuevas capacidades necesarias para futuras expediciones humanas en el espacio profundo, incluidos, propulsores de iones avanzados.
El presupuesto propuesto por NASA para 2018 requería su cancelación, recibiendo su aviso de redirección de recursos en abril de 2017 y el anuncio de "cierre" el 13 de junio de 2017.
Las tecnologías claves que se estaban desarrollando para ARM continúan, especialmente, el sistema de propulsión de iones que habría volado en la misión robótica.

## Objetivos

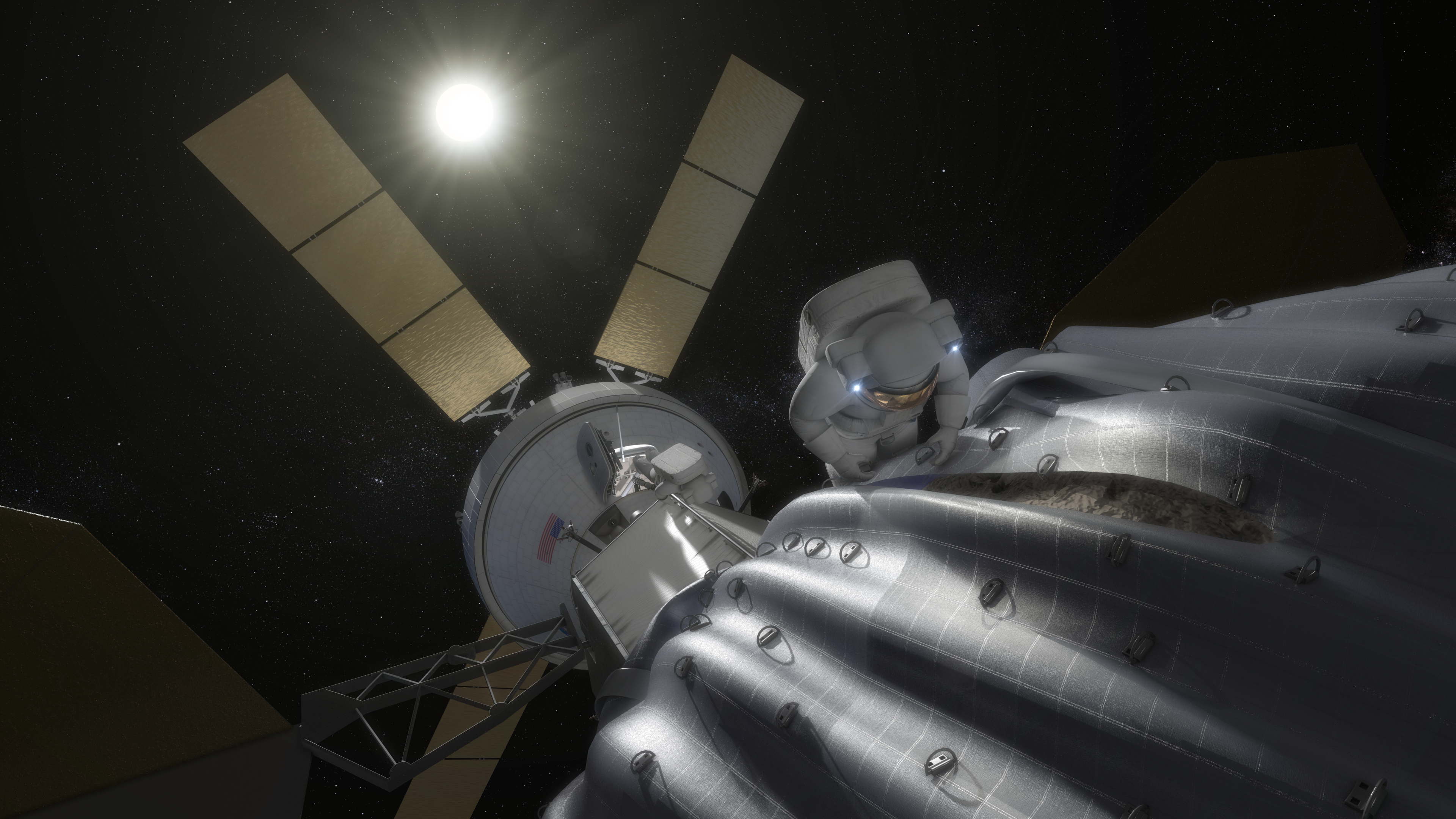
Astronauta en EVA para tomar muestras de asteroides, Orión al fondo

El objetivo principal de la Misión de Redirección de Asteroides era el desarrollo de capacidades de exploración del espacio profundo, necesarias para preparar misiones humanas a Marte y otros destinos del Sistema Solar, según las vías flexibles de "Viaje a Marte" de NASA.

### Previo al viaje a Marte
Las misiones de remolcadores espaciales, para desagregar la logística de Marte no crítica en el tiempo de la tripulación, pueden reducir los costos hasta en un 60 % (si se utiliza propulsión eléctrica solar avanzada (motores iónicos) y reduce el riesgo general de la misión al permitir la verificación in situ de los sistemas críticos antes de que la tripulación parta.
No solo se aplicarían las tecnologías y diseños de propulsión eléctrica solar (SEP) a futuras misiones, sino que la nave espacial ARRM se dejaría en una órbita estable para su reutilización. El proyecto ha basado cualquiera de las múltiples capacidades de reabastecimiento de combustible; La carga útil específica del asteroide se encuentra en un extremo del autobús, para su posible eliminación y reemplazo a través de futuros servicios, o como una nave espacial separable, dejando un remolcador espacial calificado en el espacio cislunar.

### Operaciones ampliadas y sostenibles en el espacio profundo
Las misiones científicas robóticas y tripuladas demostrarían capacidad más allá de la órbita terrestre, pero dentro de pocos días de contingencia de retorno.
La órbita retrógrada distante lunar (DRO), que incluye el trayecto Tierra-Luna L1 y L2, es esencialmente un nodo para escape y captura del sistema terrestre.
Esto es más cierto si se trae un Módulo de Aumento de Exploración (EAM) para estadías humanas prolongadas, posiblemente por un módulo SEP similar a ARRM.
En su etapa de regreso de Marte, una misión humana puede ahorrar toneladas de masa al capturar en DRO y transferirse a un Orión estacionado para el regreso y reingreso a la Tierra.

### Objetivos adicionales
Un objetivo secundario era desarrollar la tecnología necesaria para llevar un pequeño asteroide cercano a la Tierra a la órbita lunar: "el asteroide era una ventaja". Allí, podría ser analizado por la tripulación de la misión Orion EM-5 o EM-6 ARCM en 2026.
Otros objetivos de la misión incluyeron la demostración de tecnologías de defensa planetaria que podrían proteger la Tierra en el futuro, como el uso de naves espaciales robóticas para desviar asteroides potencialmente peligrosos.
Las consideraciones para desviar asteroides incluyen agarrar y mover el asteroide directamente y usar técnicas de tractores de gravedad después de levantar rocas de la superficie para aumentar la masa ("tractores de gravedad aumentada").
La misión probaría el rendimiento de propulsión eléctrica solar avanzada (motores iónicos) y comunicación láser de banda ancha en el espacio.
Estas evoluciones tecnológicas permitirían enviar grandes cantidades de carga, hábitats y propulsor a Marte, previo a una misión humana a Marte y/o la luna Fobos.

## Descripción general de la nave espacial

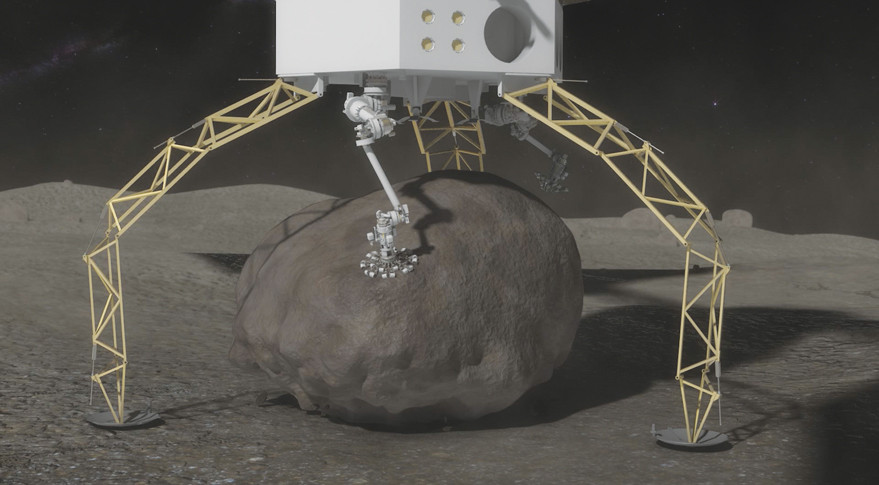
Las pinzas de asteroides en el extremo de los brazos robóticos se utilizan para agarrar y asegurar una roca de 6 m de un gran asteroide. Se usaría un taladro integrado para proporcionar el anclaje final de la roca al mecanismo de captura.

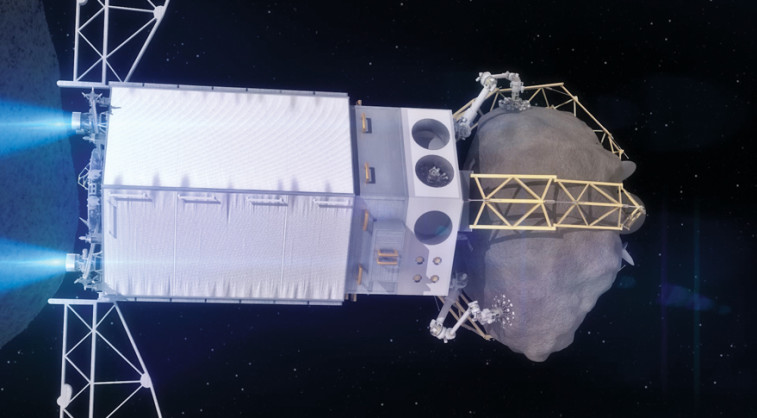
Representación del vehículo de redirección de asteroides que sale del asteroide después de capturar una roca de su superficie.

El vehículo aterrizaría en un gran asteroide y se agarraría con las pinzas en el extremo de los brazos robóticos, asegurando una muestra de rocas de la superficie del asteroide.
Las pinzas de los brazos se clavarían en la roca y generarían un agarre fuerte. Utilizarían un taladro integrado para proporcionar un anclaje en la roca para el mecanismo de captura. Apenas la roca sea asegurada, las patas inferiores empujarían y darían un ascenso inicial sin encendido de propulsores.

### Propulsión
La nave espacial se propulsaría mediante propulsión eléctrica solar avanzada (SEP) -posiblemente un propulsor de efecto Hall- (ver propulsor iónico). La electricidad sería obtenida con paneles solares de alta eficiencia -estilo UltraFlex- (50 kW). 
El motor de iones avanzado utiliza el 10 % del propelente requerido por cohetes químicos equivalentes, pudiendo procesar tres veces la potencia de diseño previos y aumentar un 50 % su eficiencia.
El uso del efecto Hall proporciona una baja aceleración, pero puede disparar continuamente durante muchos años para empujar gran cantidad de masa a una alta velocidad. Los propulsores de efecto Hall atrapan electrones en un campo magnético y los utilizan para ionizar el propulsor de gas xenón a bordo.
El campo magnético también crea un campo eléctrico que acelera los iones cargados, creando una columna de escape de plasma que empuja la nave hacia adelante.
El concepto de la nave espacial involucraría una masa seca de 5,5 toneladas y podría almacenar hasta 13 toneladas de propelente de xenón.
Cada propulsor tendría un nivel de potencia de 30 a 50 kW, y se pueden combinar varios propulsores para aumentar la potencia de una nave espacial SEP. Este motor, que es escalable a 300 kW y más, está siendo investigado y desarrollado por Northrop Grumman con Sandia National Laboratories y la Universidad de Michigan. El Centro de Investigación Glenn de NASA está administrando el proyecto.
Incluso en un destino, el sistema SEP se puede configurar para proporcionar energía para mantener los sistemas o evitar la ebullición del propelente antes de que llegue la tripulación. Sin embargo, la propulsión solar-eléctrica existente calificada para vuelo se encuentra en niveles de 1-5 kW. Una misión de carga a Marte requeriría ~ 100 kW, y un vuelo tripulado ~ 150-300 kW.

## Cronograma propuesto
Se planeó originalmente para 2017, siendo desplazado luego para 2020 y posteriormente, para diciembre de 2021. En abril de 2017, la misión recibió el aviso de redirección de fondos.
El vehículo de lanzamiento podría haber sido un cohete Delta IV Heavy, el SLS o el Falcon Heavy, pudiendo haber llegado a la órbita lunar a finales de 2025.

## Asteroide objetivo
A partir del 29 de octubre de 2017, se conocen 16 950 asteroides cercanos a la Tierra, habiendo sido descubiertos por varios equipos de búsqueda y catalogados como objetos potencialmente peligrosos. A principios de 2017, la NASA aún no había seleccionado un objetivo para ARM, pero para fines de planificación y simulación, el asteroide cercano a la Tierra. (341843) EV 20085 se utilizó como ejemplo para que la nave espacial recogiera una sola roca de 4 m (13 pies) de ella. Otros asteroides padres candidatos fueron Itokawa, Bennu y Ryugu. 
La roca carbonosa que habría sido capturada por la misión (diámetro máximo de 6 m, 20 t) es demasiado pequeña para dañar la Tierra porque se quemaría en la atmósfera. Redirigir la masa del asteroide a una órbita retrógrada distante alrededor de la Luna aseguraría que no pudiera golpear la Tierra y también dejaría en una órbita estable para estudios futuros.

## Historia
El administrador de la NASA, Robert Frosch, testificó ante el Congreso sobre la "recuperación de asteroides en la Tierra" en julio de 1980. Sin embargo, afirmó que era inviable en ese momento.
La misión ARU, excluyendo cualquier misión humana a un asteroide que pueda permitir, fue objeto de un estudio de viabilidad en 2012 por el Instituto Keck de Estudios Espaciales. El costo de la misión fue estimado por el Centro de Investigación Glenn en alrededor de $ 2.6 mil millones, de los cuales $ 105 millones fueron financiados en 2014 para madurar el concepto. Los funcionarios de la NASA enfatizaron que ARM fue pensado como un paso en los planes a largo plazo para una misión humana a Marte.

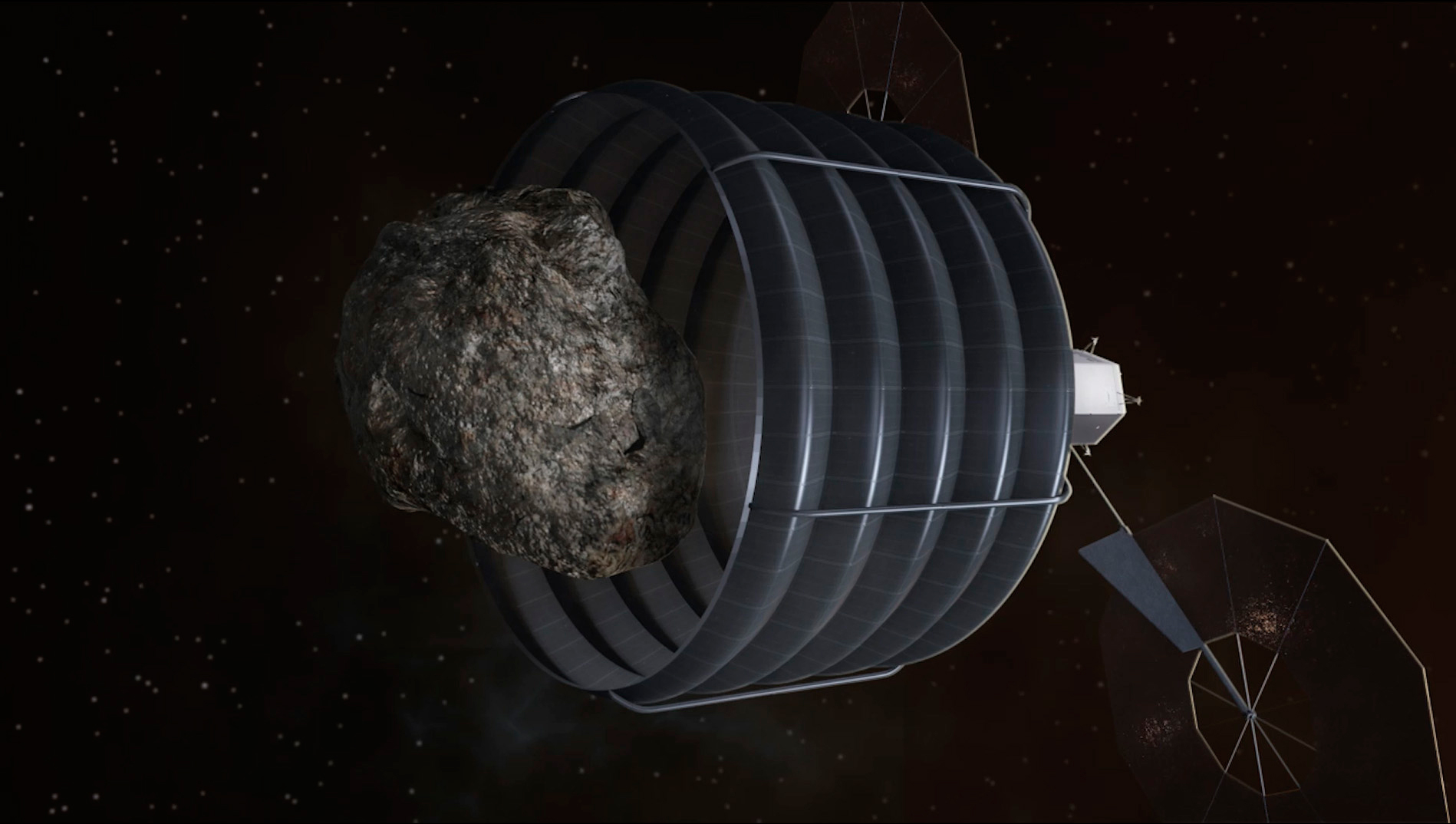
La 'Opción A' consistía en desplegar un contenedor lo suficientemente grande como para capturar un asteroide en vuelo libre de hasta de diámetro.

Las dos opciones estudiadas para recuperar un pequeño asteroide fueron la Opción A y la Opción B. La Opción A desplegaría un gran asteroide 15,2 m bolsa de captura capaz de contener un pequeño asteroide de hasta 8 m (26,2 pies) de diámetro, y una masa de hasta 500 t. La opción B, que se seleccionó en marzo de 2015, haría que el vehículo aterrizara en un gran asteroide y desplegara brazos robóticos para levantar una roca hasta 4 m (13,1 pies) de diámetro desde la superficie, transportarlo y colocarlo en órbita lunar. Esta opción se identificó como más relevante para futuras tecnologías de encuentro, acoplamiento autónomo, módulo de aterrizaje, muestreo, defensa planetaria, minería y servicio de naves espaciales.
La parte tripulada para recuperar muestras de asteroides de la órbita de la Luna (Orion EM-3) fue criticada como una parte innecesaria de la misión con afirmaciones de que ya se han analizado miles de meteoritos y que la tecnología utilizada para recuperar una roca no ayuda a desarrollar una misión tripulada a Marte. Los planes no se cambiaron a pesar de que el Consejo Asesor de la NASA sugirió el 10 de abril de 2015 que la NASA no debería llevar a cabo sus planes para ARM y, en cambio, debería desarrollar propulsión eléctrica solar y usarla para impulsar una nave espacial en un vuelo de ida y vuelta a Marte.
En enero de 2016, el Laboratorio de Propulsión a Chorro (JPL) de la NASA adjudicó contratos para estudios de diseño de una nave espacial basada en propulsión eléctrica solar. La misión ARRM robótica habría sido la primera fase de ARM. Los contratos fueron ganados por Lockheed Martin Space Systems, Littleton, Colorado; Boeing Phantom Works, Huntington Beach, California; ATK orbital, Dulles, Virginia; y Space Systems/Loral, Palo Alto, California.
En mayo de 2016, ASI (la Agencia Espacial Italiana) acordó un estudio conjunto y una posible participación italiana.
Según el presupuesto de la NASA para 2018 propuesto por la administración Trump en marzo de 2017, esta misión fue cancelada. El 13 de junio de 2017, la NASA anunció una "fase de cierre" luego del retiro de fondos. La NASA ha enfatizado que las tecnologías clave que se están desarrollando para ARM continuarán, especialmente el sistema de propulsión eléctrica solar, que se habría volado en la misión robótica, que se utilizará en Lunar Gateway como el elemento de potencia y propulsión.